# 新脆柄菇属
新脆柄菇属（学名：Typhrasa）是小脆柄菇科下的一个属。

## 下属物种
本属包括以下物种：
- 棉毛新脆柄菇 Typhrasa gossypina (Bull.) Örstadius & E.Larss.
- Typhrasa nanispora Örstadius, Hauskn. & E.Larss.
- 多囊新脆柄菇 Typhrasa polycystis J.Q Yan & S.N.Wang, 2021
- 皱盖新脆柄菇 Typhrasa rugocephala J.Q Yan & S.N.Wang, 2021